# Faxe Kommune
Faxe Kommune er en kommune i Region Sjælland, oprettet ved Kommunalreformen i 2007.
Faxe Kommune opstod ved sammenlægning af følgende kommuner:
- Haslev Kommune
- Fakse Kommune
- Rønnede Kommune

Faxe kommunes rådhus ligger i Haslev på Frederiksgade 9. På trods af kommunens navn er Haslev den suverænt største by i kommunen målt på antallet af indbyggere.
Byrådssalen lå tidligere på det gamle Rønnede Rådhus, men den befinder sig nu i den gamle festsal på det tidligere Haslev Seminarium.
Den sammenlagte kommunes første borgmester, René Tuekær, var borgmester i den gamle Fakse Kommune.
Pendling til hovedstaden er betydelig.
I 2019 pendlede 59 procent ud af kommunen og 69 procent af dem til hovedstaden.

## Politik
| 9 |  |  | 5 | 2 | 9 |

| 21 | 6 |

| 8 |  | 3 | 4 | 2 | 9 |

| 18 | 9 |

| 6 | 2 |  | 4 | 3 | 7 | 2 |

| 18 | 7 |

| 8 |  |  |  | 2 | 4 | 7 |  |

| 15 | 10 |

| 8 | 2 |  | 2 |  |  | 2 | 7 |  |

| 15 | 10 |

| 7 | 2 |  |  |  |  |  |  | 6 |  | 3 |

| 15 | 10 |

### Nuværende byråd
| Navn                    | Parti                                    |
| ----------------------- | ---------------------------------------- |
| Camilla Meyer           | Socialdemokratiet - 8 mandater           |
| Christina Birkemose     | Socialdemokratiet - 8 mandater           |
| Lisette Lind Larsen     | Socialdemokratiet - 8 mandater           |
| Per Thomsen             | Socialdemokratiet - 8 mandater           |
| Steen Andersen          | Socialdemokratiet - 8 mandater           |
| Randi O. Johansson      | Socialdemokratiet - 8 mandater           |
| Jørgen Richardt Nielsen | Socialdemokratiet - 8 mandater           |
| Finn Hansen             | Socialdemokratiet - 8 mandater           |
| Ole Vive (Borgmester)   | Venstre - 7 mandater                     |
| Dorthe Adelsbech        | Venstre - 7 mandater                     |
| Dorthe Egede Borg       | Venstre - 7 mandater                     |
| Nellie Bradsted         | Venstre - 7 mandater                     |
| Michael Rosendahl       | Venstre - 7 mandater                     |
| Erik Rasmussen          | Venstre - 7 mandater                     |
| Helle Lysholm           | Venstre - 7 mandater                     |
| Lars Folmann            | Dansk Folkeparti - 2 mandater            |
| Eli Jacobi Nielsen      | Dansk Folkeparti - 2 mandater            |
| Michelle Frese          | Socialistisk Folkeparti - 2 mandater     |
| Ivan Flændsdal          | Socialistisk Folkeparti - 2 mandater     |
| Michael Christensen     | Det Konservative Folkeparti - 2 mandater |
| Allan Tirsgaard         | Det Konservative Folkeparti - 2 mandater |
| René Tuekær             | Lokallisten - 1 mandat                   |
| Pia Backquist           | Nye Borgerlige - 1 mandat                |
| Thomas Spange Olsen     | Enhedslisten - 1 mandat                  |
| Mikkel B. Dam           | Liberal Alliance - 1 mandat              |

| Navn                 | Skiftet fra                 | Skiftet til                 | Dato              |
| -------------------- | --------------------------- | --------------------------- | ----------------- |
| Randi O. Johansson   | Socialdemokratiet           | Løsgænger                   | 9. juni 2022      |
| Lars Folmann         | Dansk Folkeparti            | Løsgænger                   | 11. oktober 2022  |
| Christina Birkemose  | Socialdemokratiet           | Løsgænger                   | 12. december 2022 |
| Christina Birkemose  | Løsgænger                   | Haslev/Faxe-Listen          | 18. april 2023    |
| Randi O. Johansson   | Løsgænger                   | Det Konservative Folkeparti | 13. maj 2023      |
| Randi O. Johansson   | Det Konservative Folkeparti | Løsgænger                   | 13. november 2023 |
| Henrik Rützou Aakast | Venstre                     | Moderaterne                 | 7. juni 2024      |
| Mogens Stilhoff      | Socialistisk Folkeparti     | Løsgænger                   | 17. oktober 2024  |

| Udtrådt             | Indtrådt             | Parti                         | Dato             |
| ------------------- | -------------------- | ----------------------------- | ---------------- |
| Michael Rosendahl † | Henrik Rützou Aakast | Venstre                       | 27. juli 2022    |
| Randi O. Johansson  | Jens Hvidemose       | Løsgænger / Socialdemokratiet | 29. februar 2024 |
| Ivan Flændsdal      | Mogens Stilhoff      | Socialistisk Folkeparti       | 24. juni 2024    |

### Byråd 2018-2022
| Navn                              | Parti                          |
| --------------------------------- | ------------------------------ |
| Knud Erik Hansen                  | Socialdemokratiet - 8 mandater |
| Tanja Pedersen Larsson            | Socialdemokratiet - 8 mandater |
| Christina Synnøve Elvan Birkemose | Socialdemokratiet - 8 mandater |
| Anne Camilla Meyer                | Socialdemokratiet - 8 mandater |
| Finn Hansen                       | Socialdemokratiet - 8 mandater |
| Per Benny Thomsen                 | Socialdemokratiet - 8 mandater |
| Steen Enshelm Andersen            | Socialdemokratiet - 8 mandater |
| Laura Vestina Andréa              | Socialdemokratiet - 8 mandater |
| Ole Vive (Borgmester)             | Venstre - 7 mandater           |
| Dorthe Egede Borg                 | Venstre - 7 mandater           |
| Nellie Ahrenkiel Bradsted         | Venstre - 7 mandater           |
| Dorthe Adelsbech                  | Venstre - 7 mandater           |
| Michael Rosendahl                 | Venstre - 7 mandater           |
| Erik Wulff Rasmussen              | Venstre - 7 mandater           |
| Henrik Rützou Aakast              | Venstre - 7 mandater           |
| Eli Jacobi Nielsen                | Dansk Folkeparti - 4 mandater  |
| Lars Folmann Christiansen         | Dansk Folkeparti - 4 mandater  |
| Bente Ulla Abrahamsen             | Dansk Folkeparti - 4 mandater  |
| Steen Willy Lund Petersen         | Dansk Folkeparti - 4 mandater  |
| René Kristian Tuekær Albrechtsen  | Borgerlisten - 2 mandater      |
| Marianne Tropp Ørgaard            | Borgerlisten - 2 mandater      |
| Nadia Bruun Thurø                 | Enhedslisten - 1 mandat        |
| Ivan Lilleng                      | Konservative - 1 mandat        |
| Henrik Sørbye Friis               | SF - 1 mandat                  |
| Mikkel Billis Dam                 | Liberal Alliance - 1 mandat    |

| Dato            | Udtrådt                | Indtrådt            | Parti             |
| --------------- | ---------------------- | ------------------- | ----------------- |
| 12. juli 2019   | Ivan Lilleng           | Michael Christensen | Konservative      |
| 1. oktober 2019 | Tanja Pedersen Larsson | Inger Andersen      | Socialdemokratiet |
| 24. juli 2021   | Henrik Sørby Friis     | Ivan Flændsdal      | SF                |

## Borgmestre
| Navn             | Parti                                        | Periode                            |
| ---------------- | -------------------------------------------- | ---------------------------------- |
| René Tuekær      | Borgerlisten (Pr. 5. marts 2020 Lokallisten) | 1. januar 2007 - 31. december 2009 |
| Knud Erik Hansen | Socialdemokraterne                           | 1. januar 2010 - 31. december 2017 |
| Ole Vive         | Venstre                                      | 1. januar 2018 -                   |

## Byer
| Kommunens største byer |                  |                   |
| Nr                     | By               | Indbyggere (2024) |
| 1                      | Haslev           | 12.488            |
| 2                      | Faxe             | 4.193             |
| 3                      | Rønnede          | 2.956             |
| 4                      | Faxe Ladeplads   | 2.483             |
| 5                      | Karise           | 2.411             |
| 6                      | Dalby            | 2.404             |
| 7                      | Terslev          | 937               |
| 8                      | Førslev          | 348               |
| 9                      | Teestrup         | 232               |
| 10                     | Store Spjellerup | 221               |

## Indbyggerantal efter postdistrikt
- 4690 Haslev 17.698 indbyggere [17]
- 4640 Faxe 6.600 indbyggere
- 4683 Rønnede 3.346 indbyggere
- 4653 Karise 3.299 indbyggere
- 4654 Faxe Ladeplads 3.000 indbyggere

## Geografi
I begyndelsen af 2007 blev det oplyst, at Sjællands højeste naturlige punkt var en høj ved navn Kobanke på 122,9 m, beliggende ved Rønnede . Den naturlige del af Gyldenløves Høj er 121,3 m.